# Elias Fausto
Elias Fausto là một đô thị ở bang São Paulo của Brasil. Đô thị này được thành lập ngày 30/11/1944.

## Địa lý
Đô thị này nằm ở vĩ độ 23º02'34" độ vĩ nam và kinh độ 47º22'26" độ vĩ tây, trên khu vực có độ cao 605 m. Dân số năm 2004 ước tính là 15.045 người.

## Thông tin nhân khẩu
Dữ liệu dân số theo điều tra dân số năm 2000
Tổng dân số: 13.888
- Dân số thành thị: 10.269
- Dân số nông thôn: 3.619
- Nam giới: 7.144
- Nữ giới: 6.744

Mật độ dân số (người/km²): 68,92
Tỷ lệ tử vong trẻ sơ sinh dưới 1 tuổi (trên một triệu người): 14,59
Tuổi thọ bình quân (tuổi): 71,91
Tỷ lệ sinh (số trẻ trên mỗi bà mẹ): 2,88
Tỷ lệ biết đọc biết viết: 89,14%
Chỉ số phát triển con người (HDI-M): 0,768
- Chỉ số phát triển con người - Thu nhập: 0,683
- Chỉ số phát triển con người - Tuổi thọ: 0,782
- Chỉ số phát triển con người - Giáo dục: 0,840

(Nguồn: IPEADATA)

### Sông ngòi
- Sông Tietê
- Sông Capivari

### Các xa lộ
- SP-101
- SP-308